# Pseudofabriciola rousei
Pseudofabriciola rousei är en ringmaskart som beskrevs av Fitzhugh 2002. Pseudofabriciola rousei ingår i släktet Pseudofabriciola och familjen Sabellidae. Inga underarter finns listade i Catalogue of Life.